# Phoenix Lake-Cedar Ridge
Phoenix Lake-Cedar Ridge es un lugar designado por el censo ubicado en el condado de Tuolumne en el estado estadounidense de California. En el año 2000 tenía una población de 5,123 habitantes y una densidad poblacional de 78 personas por km².

## Geografía
Phoenix Lake-Cedar Ridge se encuentra ubicada en las coordenadas 38°1′10″N 120°17′52″O / 38.01944, -120.29778. Según la Oficina del Censo, la ciudad tiene un área total de 65,8 km² (25,4 mi²), de la cual 65,4 km² (25,3 mi²) es tierra y 0,4 km² (0,2 mi²) (0.55%) es agua.

## Demografía
Según la Oficina del Censo en 2000 los ingresos medios por hogar en la localidad eran de $44,699, y los ingresos medios por familia eran $47,807. Los hombres tenían unos ingresos medios de $41,136 frente a los $26,923 para las mujeres. La renta per cápita para la localidad era de $22,853. Alrededor del 7.5% de la población estaba por debajo del umbral de pobreza.